# Старий Самбір
Стари́й Са́мбір — місто в Старосамбірській міській громаді, Самбірського району, Львівської області.

## Географія
Розташоване у передгір'ї Карпат, на лівому березі річки Дністер (у верхній течії річки), за 90 км від обласного центру міста Львів, на перетині доріг Львів — Ужгород, Дрогобич — Перемишль. У північній частині міста річка Смолянка впадає у річку Яблуньку.

## Клімат
У місті вологий континентальний клімат, зі значною кількістю опадів. Середньорічна температура в місті — 7.5 °C. Середня кількість опадів на рік — 693 мм.
| Клімат Старому Самборі  | Клімат Старому Самборі | Клімат Старому Самборі | Клімат Старому Самборі | Клімат Старому Самборі | Клімат Старому Самборі | Клімат Старому Самборі | Клімат Старому Самборі | Клімат Старому Самборі | Клімат Старому Самборі | Клімат Старому Самборі | Клімат Старому Самборі | Клімат Старому Самборі | Клімат Старому Самборі |
| Показник                | Січ.                   | Лют.                   | Бер.                   | Квіт.                  | Трав.                  | Черв.                  | Лип.                   | Серп.                  | Вер.                   | Жовт.                  | Лист.                  | Груд.                  |                        |
| Середній максимум, °C   | −1,3                   | 0,3                    | 5,6                    | 12,8                   | 18                     | 20,9                   | 22,7                   | 22,2                   | 18,3                   | 13,2                   | 5,9                    | 0,9                    |                        |
| Середня температура, °C | −4,3                   | −2,6                   | 1,9                    | 8                      | 12,8                   | 15,8                   | 17,6                   | 17                     | 13,5                   | 8,8                    | 3                      | −1,6                   |                        |
| Середній мінімум, °C    | −7,2                   | −5                     | −1,8                   | 3,3                    | 7,7                    | 10,                    | 12,5                   | 11,9                   | 8,7                    | 4,4                    | 0,1                    | −4                     |                        |
| Норма опадів, мм        | 35                     | 34                     | 37                     | 49                     | 75                     | 97                     | 94                     | 78                     | 58                     | 46                     | 44                     | 46                     |                        |
| ----------------------- | ---------------------- | ---------------------- | ---------------------- | ---------------------- | ---------------------- | ---------------------- | ---------------------- | ---------------------- | ---------------------- | ---------------------- | ---------------------- | ---------------------- | ---------------------- |

## Походження назви Самбір
Існує кілька версій походження назви Старий Самбір:
- від племені сабірів, які нібито колись населяли цю територію
- від назви кам'янисто-піщаних осипищ — «самборів», яких багато в цій місцевості
- від назви «съборъ» — «зібрання, віче». Ще в ΧΙΙΙ ст. Старий Самбір був значним релігійним центром. У дорожнику східно- та південнослов'янських купців (не пізніше 1381 р.) записано «Самбор, ту лежить святий Ануфрей»
- може також походити від найстарішого типу оборонної структури — «Самборз» — проїзної вежі, що завершується приміщенням для сторожі. Відомо, що місто відігравало велике значення в оборонній структурі Прикарпаття
- від слів «сам» і «бір» (сосновий ліс)

## Історія

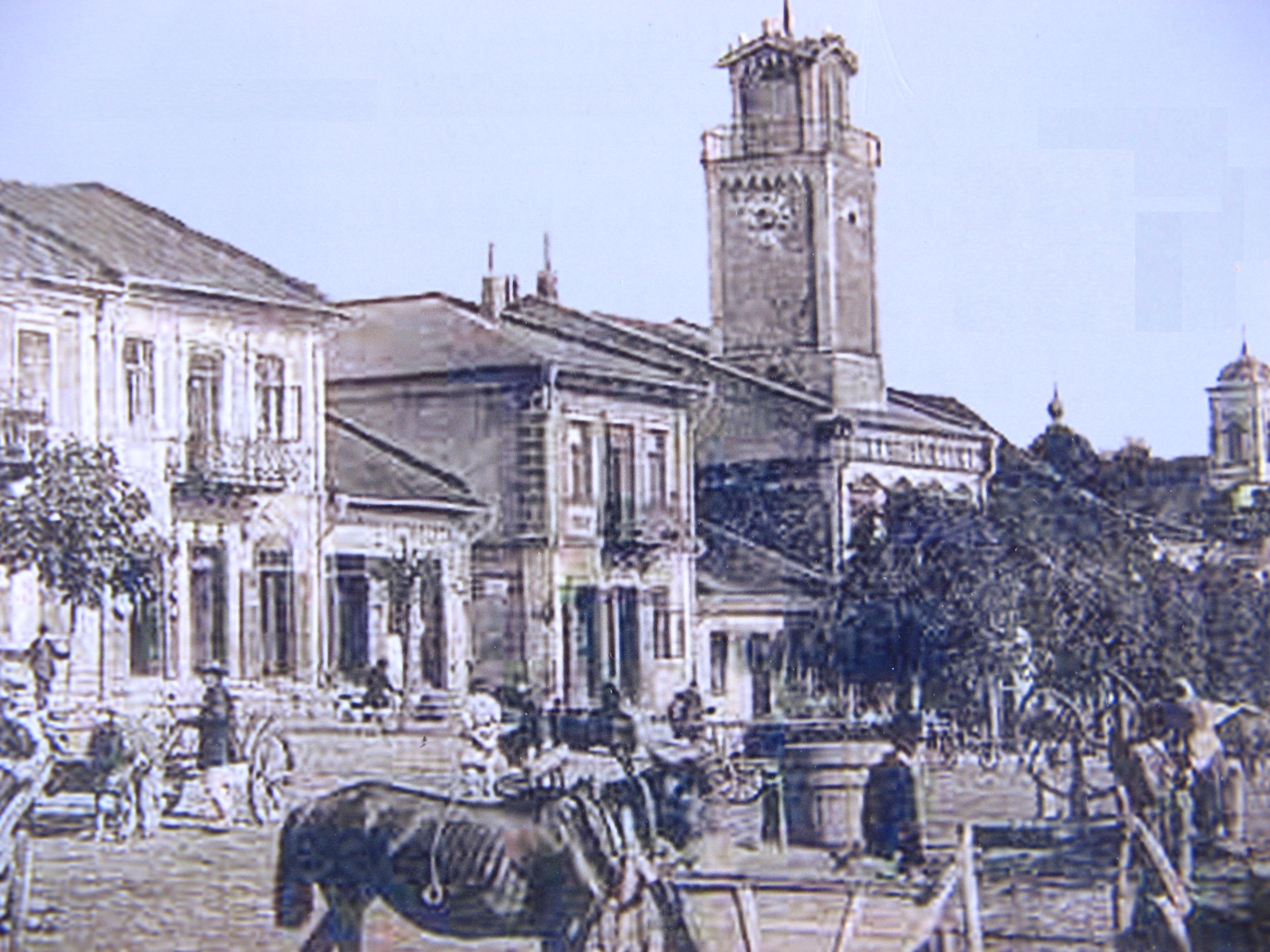
Площа Ринок у Старому Самборі і ратуша, 1903 р.

Вперше місто згадується як Самбір у Воскресенському літописі під 1071 роком. Коли поселення 1241 року зруйновали татари, частина мешканців переселилася до села Погонич, яке відтак отримало назву Новий Самбір. З 1390 року старе поселення почало називатися Старим Самбором або Старим Містом — на відміну від Нового Самбора. Невдовзі Новий Самбір став просто Самбором.
1301 — у Лаврівському монастирі біля Старого Самбора похований Великий князь Русі Лев І, син Данила Галицького
1375 — місто було центром повіту.
1553 — Старий Самбір отримав привілей на Магдебурзьке право.
Найдавнішим заняттям населення було ремесло, особливо ткацтво. В XVI столітті тут вже існували різничий, пекарський, ковальський, ткацький, шевський, кравецький та кушнірські цехи з загальною кількістю 30-35 майстрів. 1628 року було вже 43 майстри.
Старий Самбір був значним торговим центром, де відбувалися два ярмарки та щотижневі торги. В 1659 році місто дістало право складу купецьких товарів у торгові дні, тобто прибулі сюди купці повинні були виставляти свій товар на продаж і лише непродані товари можна було везти далі.
13 жовтня 1648 року Старий Самбір здобули війська Богдана Хмельницького. Штурмом міста керував отаман Капуста.
1650 — король Ян II Казимир підтвердив привілеї Старого Самбора.
1690 — місто потерпіло від сарани, а 1705 — від епідемії чуми.
1753 — римо-католицький єпископ Вацлав Сераковський посвятив костел в Старому Самборі.
1837 — землетрус знищив місто. З того часу воно не відігравало значної ролі в регіоні, натомість процвітав Новий Самбір.
З 1867 року — повітове місто Королівства Галичини та Володимирії.
1870 — через місто пройшла залізниця.

### 1914—1918 роки
Під час Першої світової війни, внаслідок Галицької битви, російські війська наприкінці вересня 1914 року ввійшли в Карпати (див. Острогірка). Старий Самбір зайняли частини 8-ї російської армії і перебували там до початку 1915 року. В районах Турки і Старого Самбора відбувалися бої між російськими та австро-німецькими військами. Під час війни населення міста підтримувало Австро-Угорщину.
3 березня 1918 року в місті відбулось «свято державності і миру» (віче) на підтримку дій уряду УНР, на якому були присутні близько 10 000 осіб.

### Західноукраїнська Народна Республіка
2 листопада в повіті Старий Самбір було встановлено Українську владу — ЗУНР.
У часи українсько-польської війни 1918—1919 рр. в Старому Самборі сформували гірську бригаду Січових Стрільців. Ця група згодом стала називатися «Старий Самбір».

### ІІ Річ Посполита
У міжвоєнний час – повітове місто Львівського воєводства.
Згідно з переписом 1921 року в місті було 4314 жителів, з яких 1534 були євреями. У 1920-х роках основна маса сільськогосподарського населення міста розорялась. Значних розмірів набуває еміграція, в основному до Америки. Місто часто горіло. Останні великі пожежі сталися 1912 та 1925 роках. 1925 напередодні Судного Дня (Йом Кіпур) згоріла половина міста, дві синагоги. Єврейська громада Самбора допомогла євреям Старого Самбора харчами та всім необхідним для відбудови.

Середмістя Старого Самбора

На початку 1927 року в Старому Самборі було 93 ремісники. Тоді ж було 53 торгові підприємства, діяли торговельно-кредитний банк, повітова інвестиційна каса, кооператив. В 1926–1929 роках в місті постійно налічувалось від 195 до 220 чоловік безробітних. Проте були єврейські родини, які розбагатіли на концесіях від австрійського уряду — мито за провіз товару через місто до Ужоцького перевалу на Закарпаття та в Угорщину. Цим шляхом провозили в обидва напрямки чимало різних товарів. З Угорщини — вина, з Галичини — сіль і деревину.
У 1936 році в Старому Самборі існували млин і паровий тартак, а також невеличка електростанція, меблева майстерня, дві цегельні і 6 олійниць.
Після того, як Польща програла вересневу кампанію, Старий Самбір опинився в окупованій СРСР частині. З 4 грудня 1939 року входив до складу Дрогобицької області СРСР.

### II Світова війна
На початку Другої світової війни 30 червня 1941 року Старий Самбір був захоплений німецькими військами. У перші ж місяці окупації було знищено майже все єврейське населення (2300 чол.), врятувалося лише 15 чоловік. 1943 року в місті був створений один з куренів Української Народної Самооборони під назвою «Галайда», командиром якого був дехто Мирошкевич (псевдонім Богдан).
Влітку війська 1-го Українського фронту розгромили німецьке угрупування в районі Броди-Львів, вийшли до Старого Самбора і 7 серпня 1944 року захопили місто.

### УРСР
1948 року в місті організований колгосп ім. Леніна. В 1960 році колгосп реорганізований в радгосп «Старосамбірський». В 1966 році радгосп перейменовано в «Дністровський» і його центральна садиба переведена в село Спас. В 1953 році в місті побудований кінотеатр ім. Шевченка на 380 місць який діє досі.
В 1963 році в розбито єдиний в місті сквер. В 1967 році розпочав свою роботу комбінат побутового обслуговування «Карпати».
В 1958 році споруджено пам'ятник В. І. Леніну та скульптуру «Мати-героїня», в 1959 році пам'ятник воїнам полеглим у Другій світовій війні. В 90-ті роки, пам'ятники демонтовано, а могилу Козакова перенесено на міський цвинтар. У 2000 році на цьому ж місці споруджено символічний хрест в честь 2000 років від народження Христового.

### Сучасність
У лютому 2015 року відбулось відкриття першої черги вітроелектростанції «Старий Самбір-1». Висота однієї вітроустановки — 119 м, довжина — 56 м. (дві вітроустановки одиничною потужністю по 3,30 МВт). 7 жовтня 2016 р. відкрили другу чергу найпотужнішої в Українських Карпатах вітроелектростанції (дві вітротурбіни).

## Релігія
- церква Святого Миколая (1830, мурована, архітектор Йосиф Вандрушка)
- костел Святого Миколая (1903)

## Населення
Чисельність населення Старого Самбора станом на 1 січня 2019 р. — 6 597 осіб.
Динаміка населення Старого Самбора

### Розподіл населення міста за віросповіданням, мовою та грамотністю (1890р.)[11]
| Віросповідання - Греко-католики — 76,69 % - Римо-католики — 11,81 % - Юдеї — 11,44 % - Євангелісти — 0,06 % | Мова - українська — 77,64 % - польська — 17,32 % - німецька — 4,89 % - інші — 0,15 % | Грамотність - чоловіки — 14,63 % - жінки — 9,52 % |

### Національний склад
Розподіл населення за національністю за даними перепису 2001 року:
| Національність  | Відсоток |
| --------------- | -------- |
| українці        | 98,59%   |
| росіяни         | 0,95%    |
| поляки          | 0,23%    |
| інші/не вказали | 0,23%    |

### Мова
Розподіл населення за рідною мовою за даними перепису 2001 року:
| Мова            | Чисельність, осіб | Відсоток |
| --------------- | ----------------- | -------- |
| Українська      | 5 554             | 99,13%   |
| Російська       | 42                | 0,75%    |
| Польська        | 4                 | 0,07%    |
| Білоруська      | 2                 | 0,03%    |
| Інші/Не вказали | 1                 | 0,02%    |
| Разом           | 5 603             | 100%     |

## Місцевості
До складу сучасного міста входять:

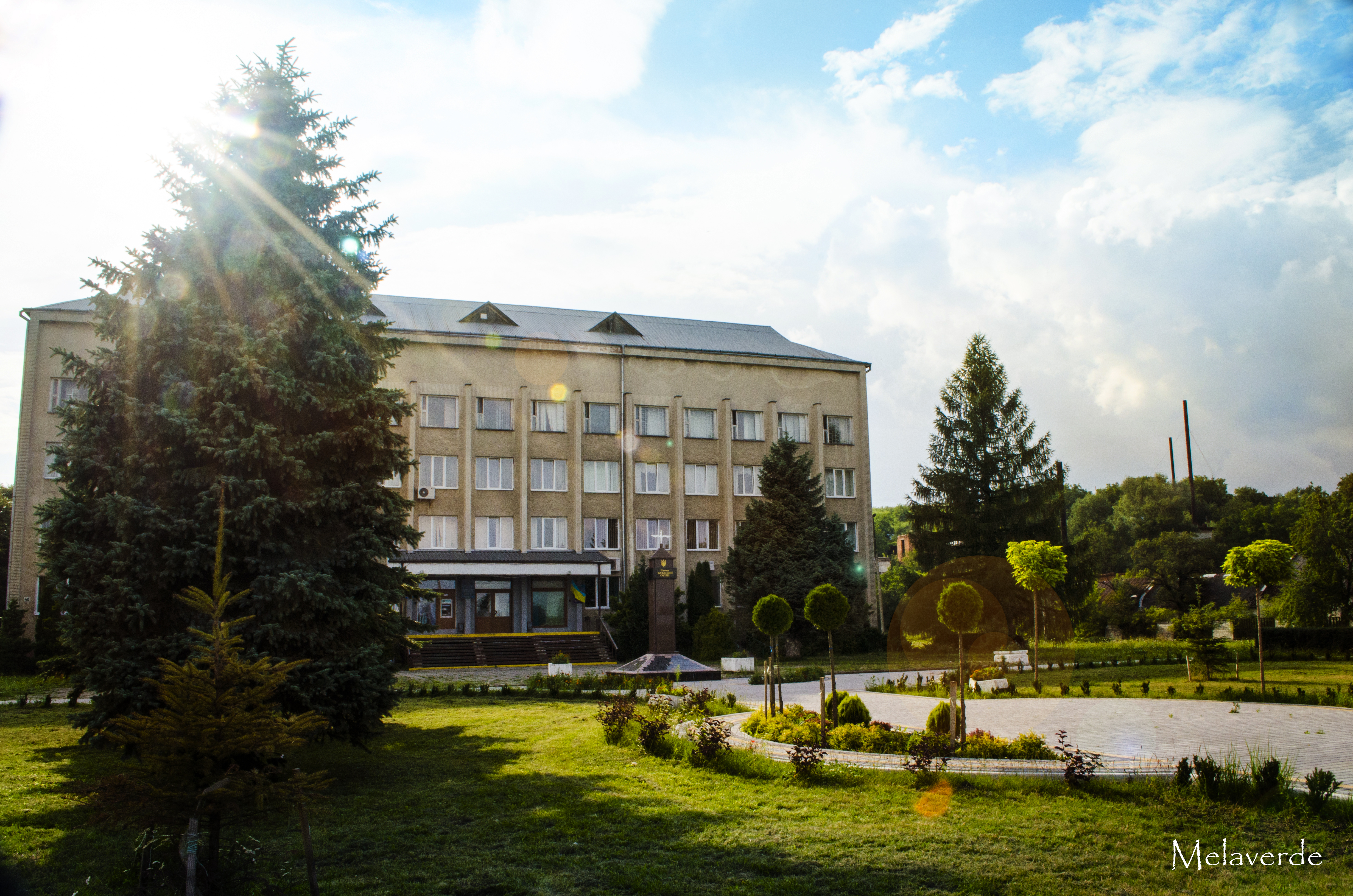
Районна держадміністрація

- Посада Горішня (на південному сході),
- Посада Долішня (на північному сході)
- Смільниця, що вперше згадується як окреме село в 1378 році.

Див. також: Список вулиць Старого Самбора

## Освіта і культура
Першу (т. зв. «тривіальну») школу, де навчалися 12 учнів, відкрили 1799 року. У 1860 р. в ній навчалось 89 учнів з 243 дітей шкільного віку.

Народний Дім

1914 року в місті були 6-класні жіноча та чоловіча школи, в яких працювало 19 вчителів, а в 1920—1930 рр. — 7-класна загальна чоловіча і 7-класна жіноча школа з польською мовою викладання. 1939 в них навчалися 210 хлопців і 118 дівчат.
В 1960-х рр. у місті діяли середня школа, вечірня середня школа робітничої молоді, музична школа-семирічка, відкрита 1963 р.
Станом на 2024 р. в місті діє музична школа, ОЗЗСО І-ІІІ ст. № 1 (Директор — Качалуп Олена Володимирівна) та ЗЗСО І-ІІІ ст. №2 ( Директор — Оксана Григорівна Дрозд). В Старому Самборі ще в 1925 році діяли громадські організації «Просвіта», «Стрілець», «Агудас Ізраел», «Сокіл»
2008 року діють «Союз Українок» «Меморіал», Червоний Хрест, «Просвіта», «Пласт» та ін.
З 2023 р. у місті діє "Старосамбірський молодіжний центр".

## Засоби масової інформації
У 1945—1960 рр. в Старому Самборі виходила газета «Радянське село», у 1960—1991 рр. — «Радянське Прикарпаття», у 1991—2007 рр — газета районної ради «Прикарпаття».

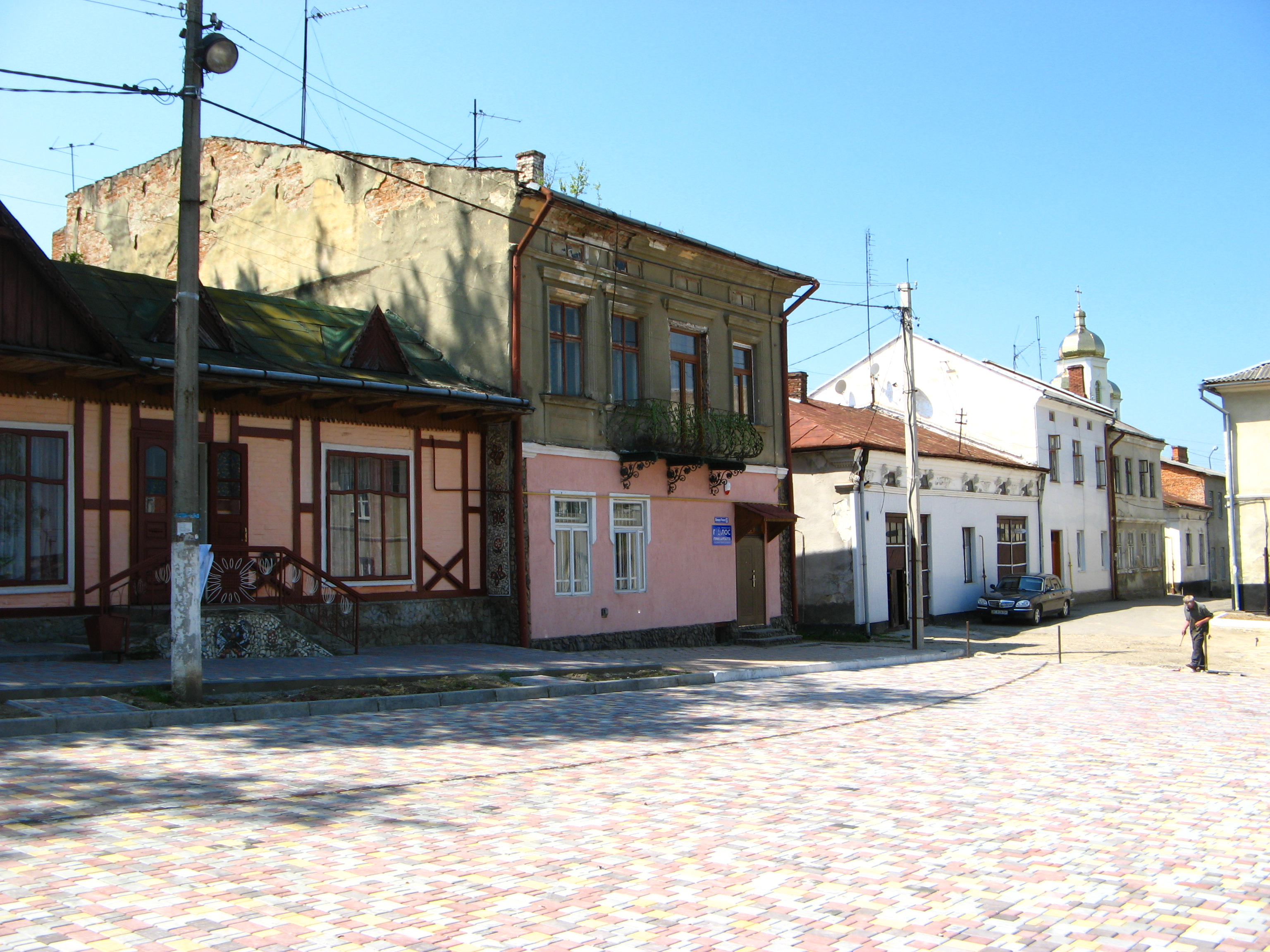
Приміщення редакції газети «Ваш Голос Прикарпаття»

2008 року почали виходити газети «Ваш Голос Прикарпаття» та «Прикарпатська ватра».
Також в місті діє радіо «Голос Прикарпаття», яке віднедавна почало трансляцію і на FM-хвилях.

## Пам'ятки архітектури та некрополі
- Старосамбірська ратуша — була однією з найдавніших в Україні (1668 р.).
- Старосамбірська синагога
- Старосамбірський єврейський цвинтар

## Відомі персоналії
Уродженці
- Амвросій (Сенишин) — український церковний діяч, василіянин, митрополит Філадельфійський Української Греко-Католицької Церкви (1961–1976).
- Білобрам Осип — засновник «Просвіти» Старого Самбора, військовий диригент, вояк УГА.
- Вовчик Михайло — український церковний діяч УГКЦ, мученик.
- Головецький Діонисій — український релігійний діяч, священик Української Греко-Католицької Церкви, василіянин, ректор Української Папської Колегії Святого Йосафата (1925—1934), в.о. протоархимандрита Василіянського Чину святого Йосафата.
- Долик Любов — українська поетеса й перекладачка, член Національної спілки письменників України.
- Миколай Зиблікевич — президент Кракова, голова Галицького сейму.
- Лесик Роман — український хімік-фармацевт, доктор фармацевтичних наук, професор.
- Масляк Зіновія — українська радянська художниця.
- Ніль (Саварин) — церковний діяч, єпископ Української греко-католицької церкви в Канаді, василіянин.
- Пелиш Василь — доброволець батальйону «Айдар», «кадировці» відрубали йому правицю з тату: Тризуб, вислів Слава Україні![16]
- Сольчаник Богдан — український історик, громадський діяч, Герой України, захисник Майдану.
- Яніна Райхерт-Тот — скульптор, працювала у Львові, Кракові.
- Марія Ярема (1908—1958) — польська художниця, скульпторка та художникця-декораторка. Відома особистість польського авангарду.

Мешканці
- Степан Степан — оперний співак, народний артист України, соліст Львівського національного театру опери та балету ім. С. Крушельницької.
- Овад Ярослав — громадський діяч, хорунжий 14 гренадерської дивізізії Ваффен СС «Галичина», автор спогадів «Бо війна війною…»
- Кучерявий Володимир — доктор сільськогосподарських наук, український дендролог, еколог. Академік Лісівничої академії наук України (ЛАНУ).
- Корольчук Володимир Леонтійович — завідувач відділення Старосамбірської центральної районної лікарні, заслужений лікар України[17].
- Ілля Найда співак

## Галерея

Залізничний вокзал (побудований до Першої світової війни)
Фахверкова кам'яничка на площі Ринок
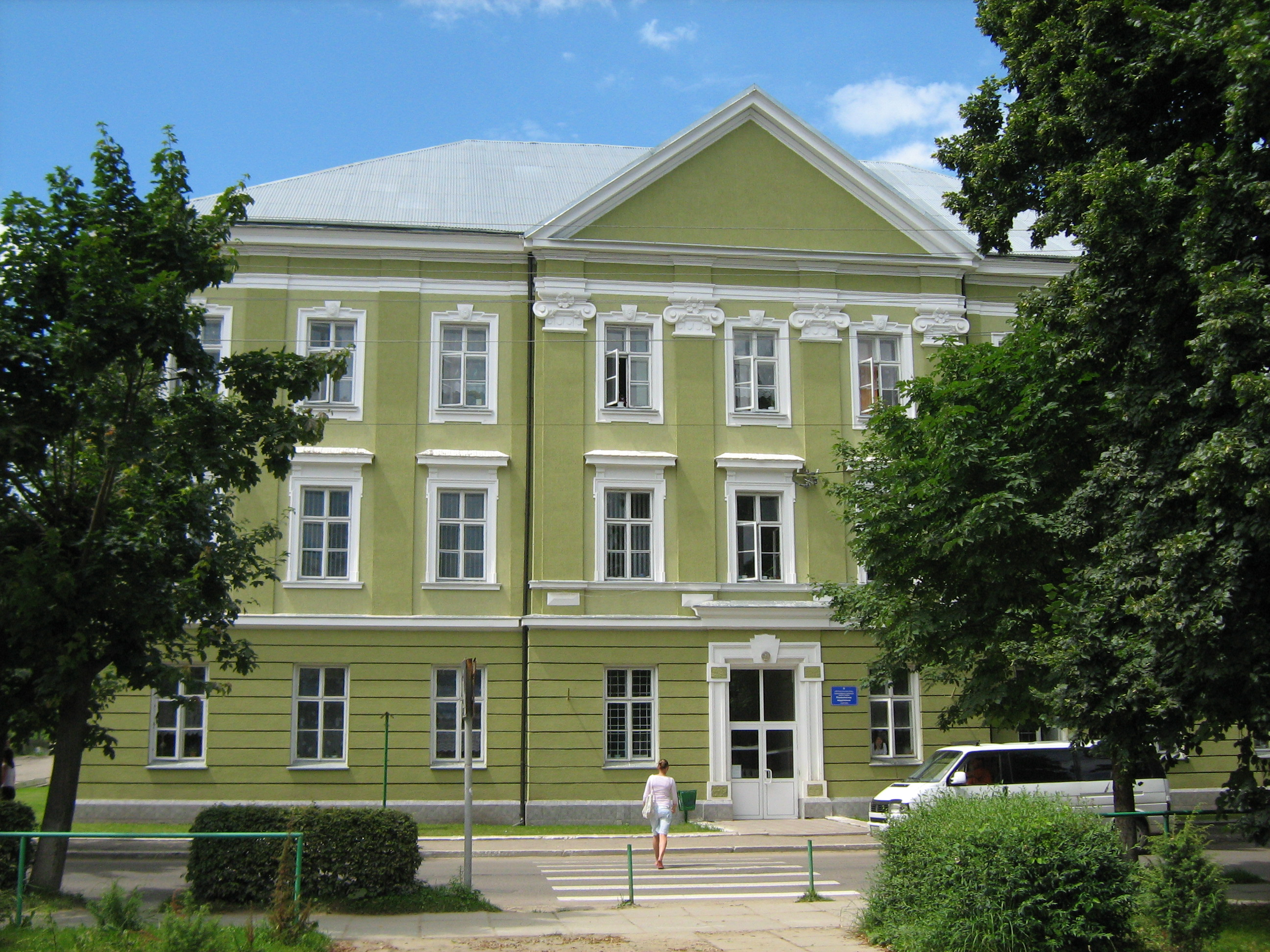
Поліклініка
Старий будинок з оригінальним оздобленням фасаду
Кінотеатр
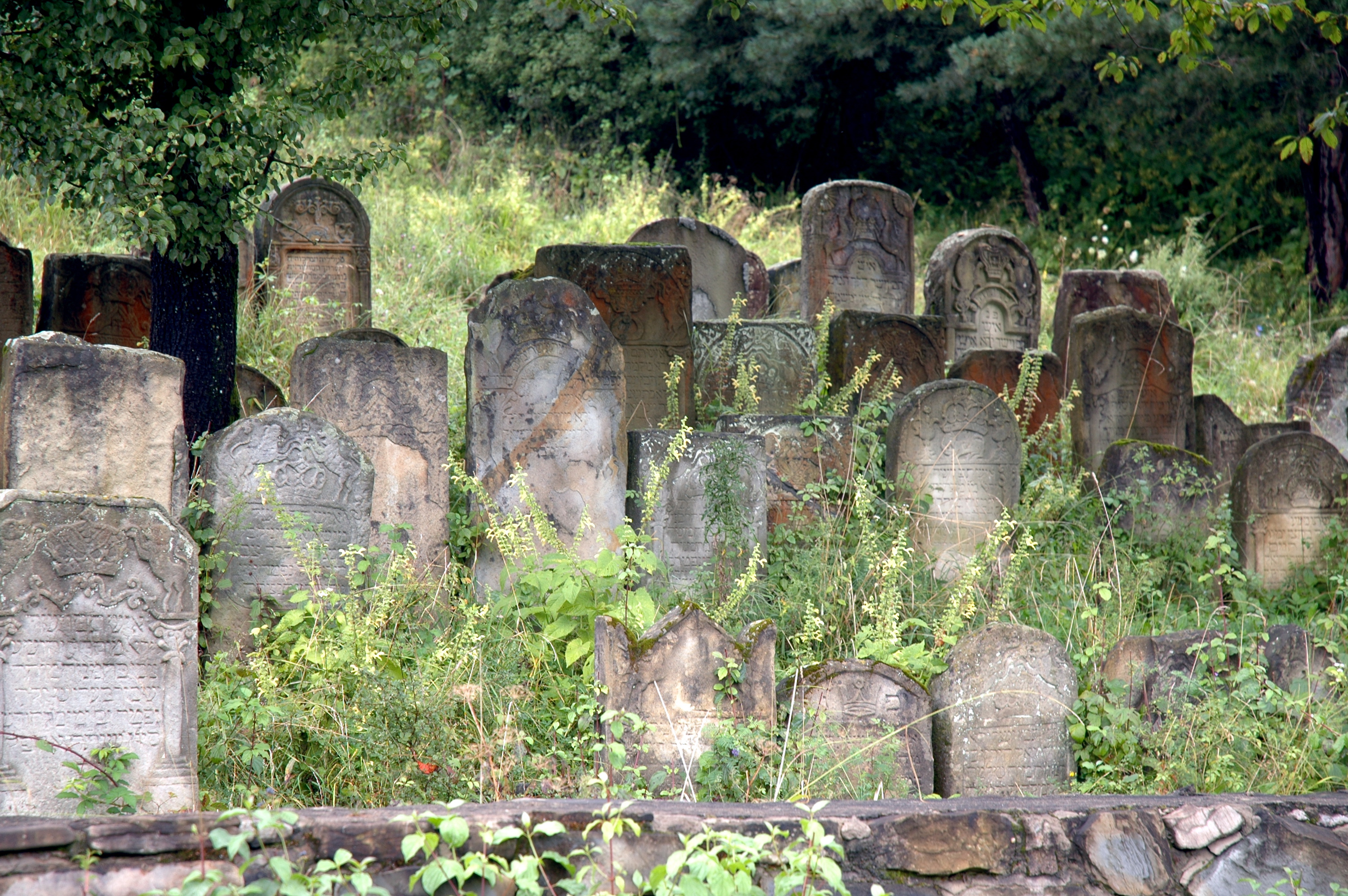
Старосамбірський єврейський цвинтар
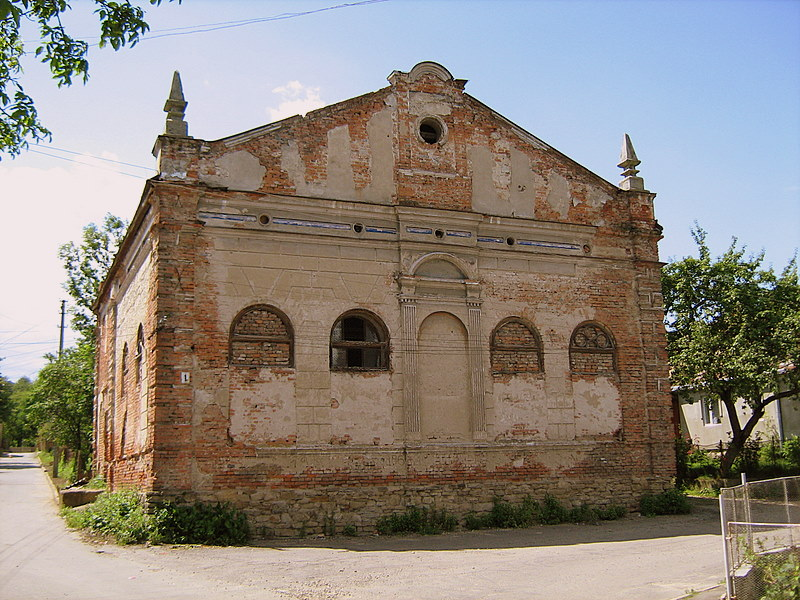
Старосамбірська синагога
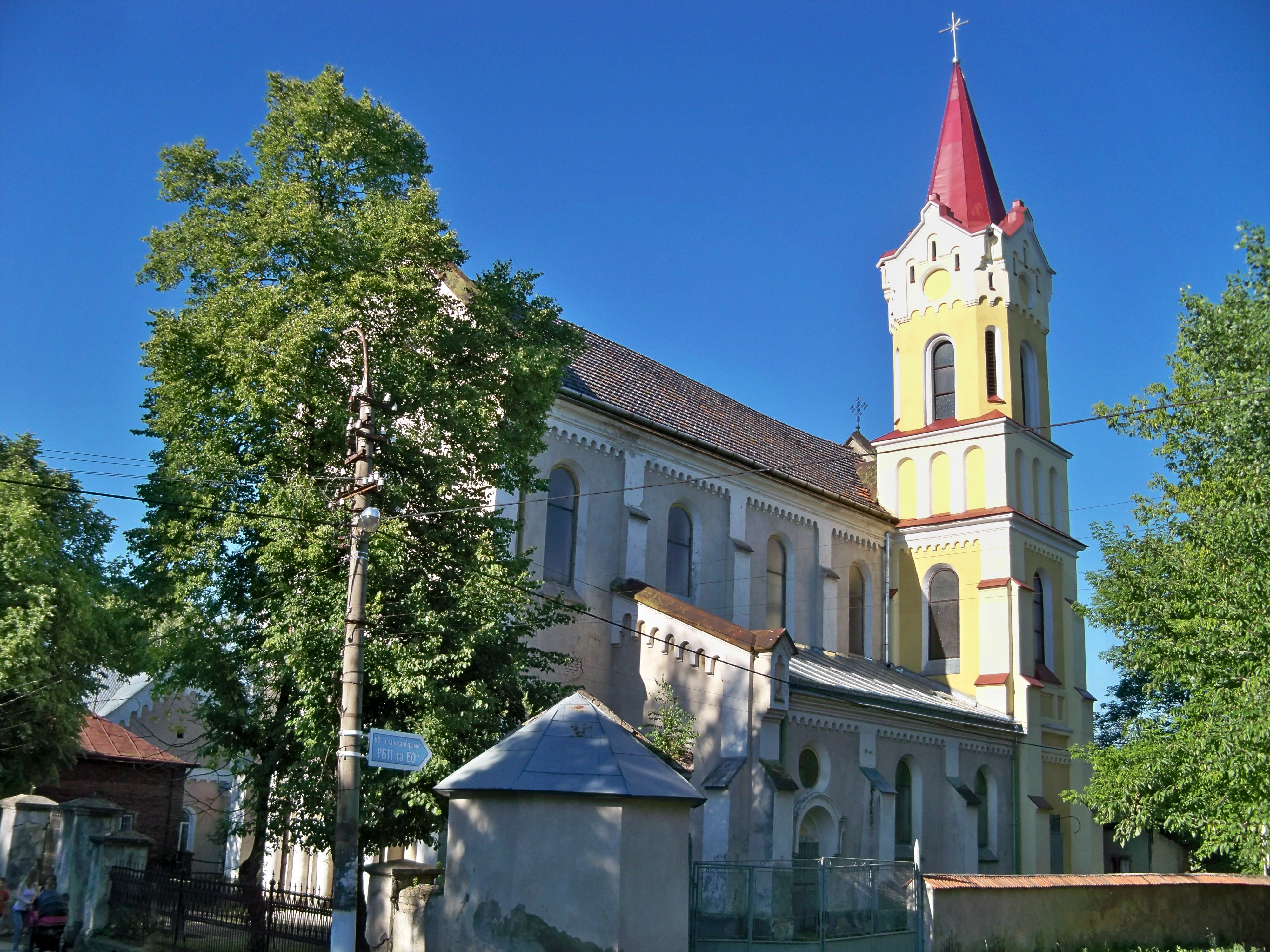
Костел Святого Миколая
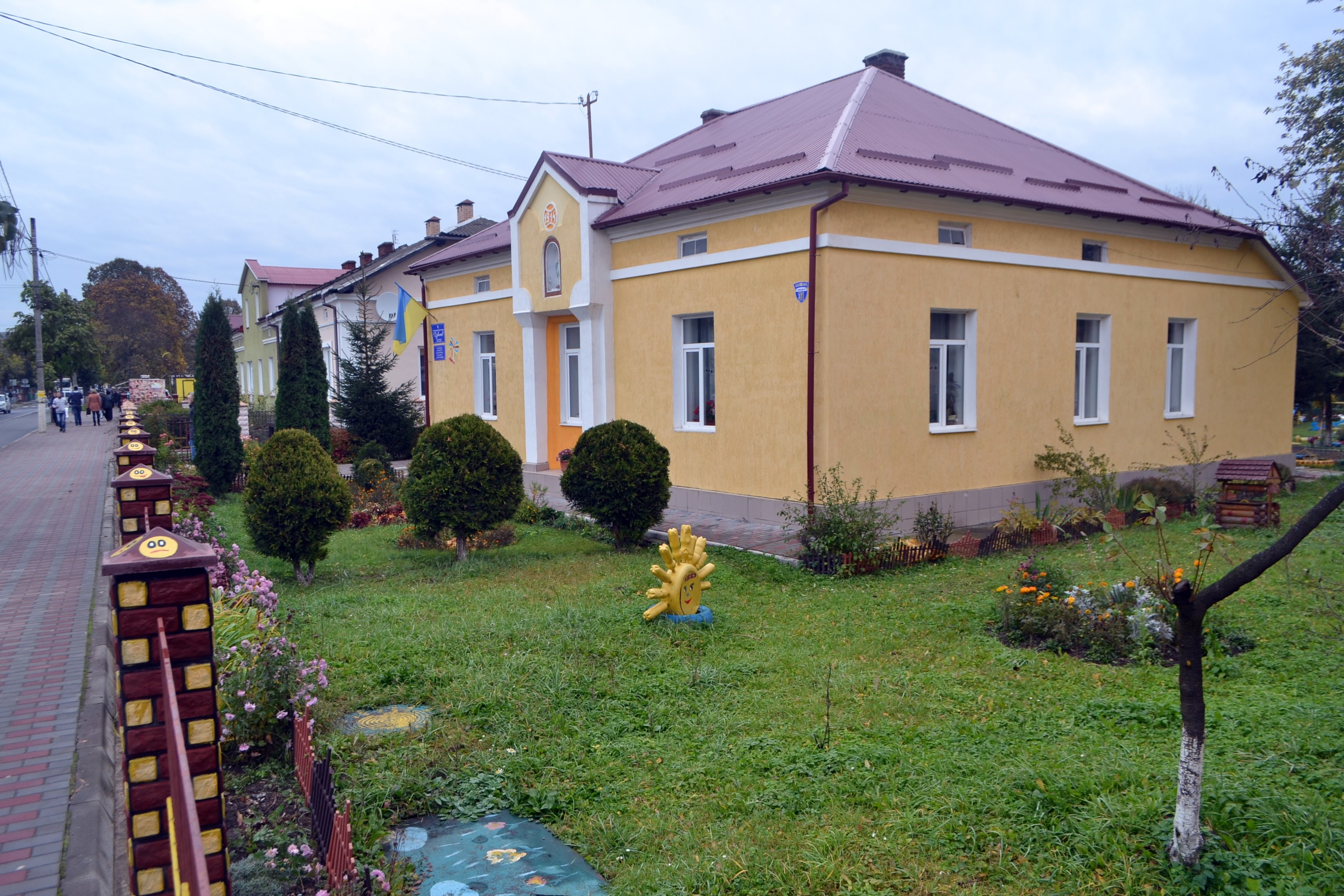
Будинок
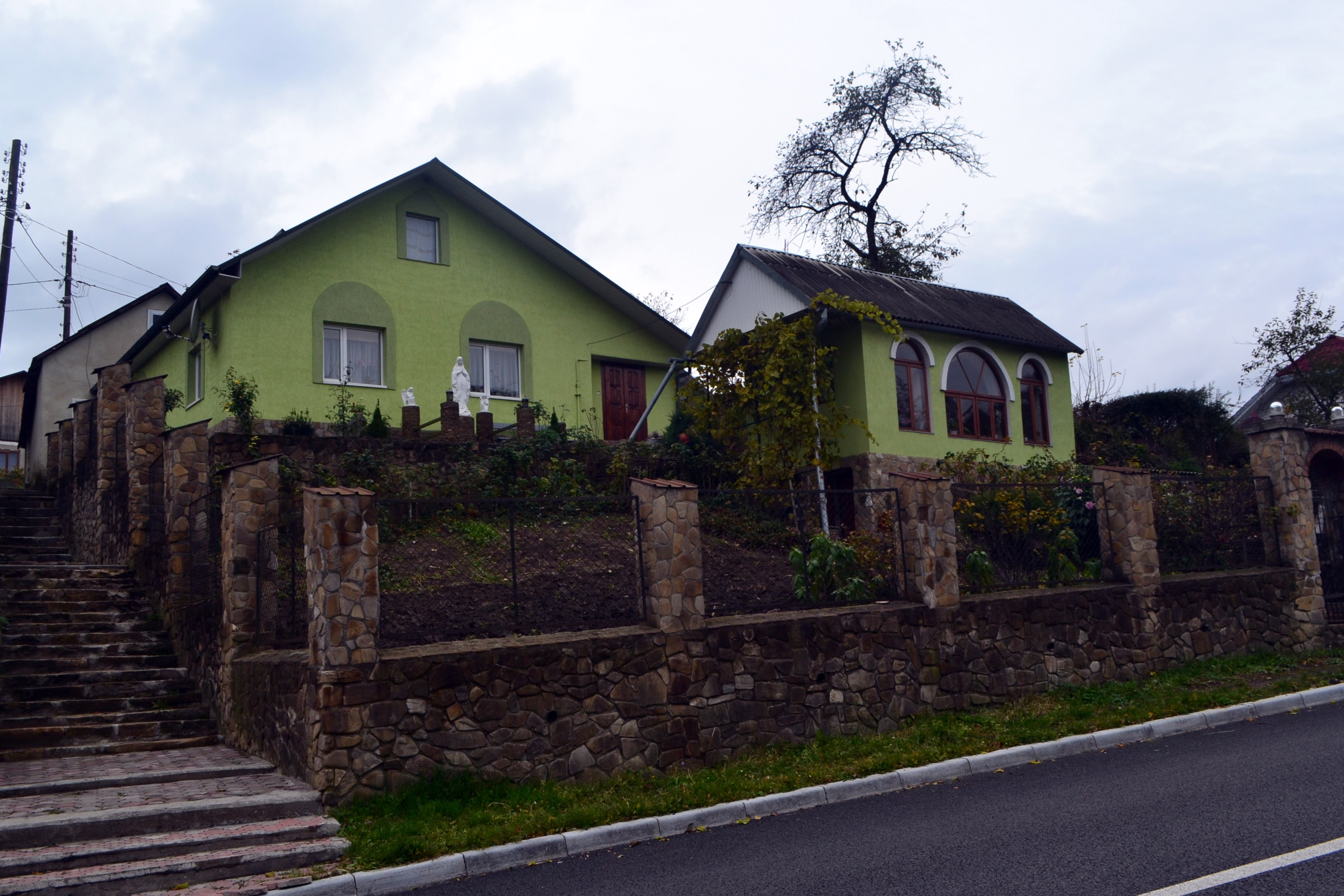
Будинок
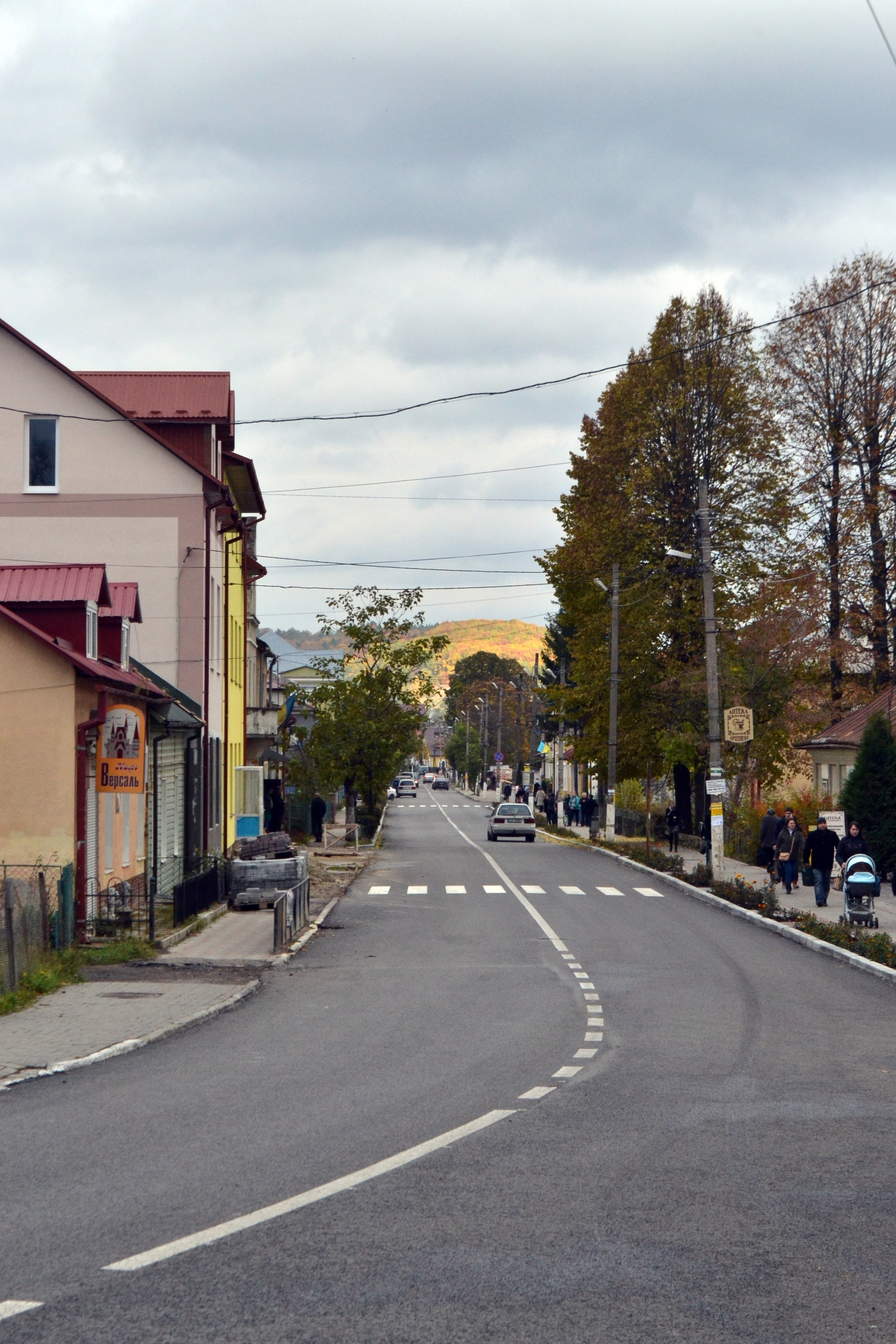
Вулиця
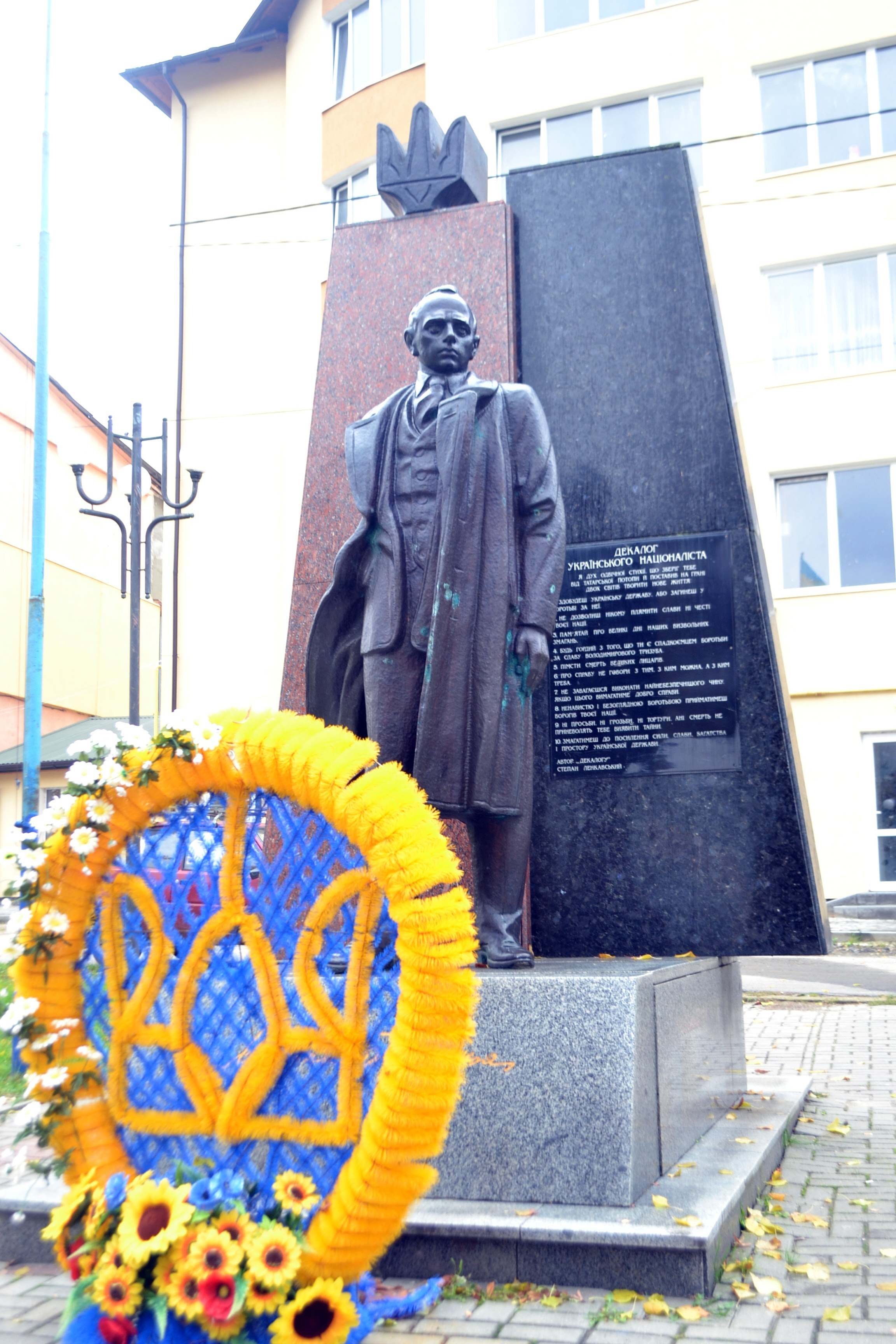
Пам'ятник Степану Бандері